# Liste du patrimoine immobilier classé de Burdinne
Cette page regroupe l'ensemble du patrimoine immobilier classé de la ville belge de Burdinne.
| Objet | Année de construction / Architecte | Adresse | Section communale | Coordonnées                      | Numéro d’inventaire | Illustration                                                                           |
| --- | ---------------------------------- | --- | ----------------- | -------------------------------- | ------------------- | -------------------------------------------------------------------------------------- |
| L'église de la Nativité de la Sainte-Vierge: le chœur |                                    | |                   | 50° 35′ 01″ nord, 5° 04′ 23″ est | 61010-CLT-0001-01   | L'église de la Nativité de la Sainte-Vierge: le chœur                                  |
| Maison (façades et toitures) |                                    | Rue de la Burdinale, n°59 |                   | 50° 35′ 03″ nord, 5° 05′ 35″ est | 61010-CLT-0002-01   | Image manquanteTéléverser                                                              |
| Tumulus (M) et alentours (S) |                                    | Rue de Vissoul |                   | 50° 35′ 52″ nord, 5° 07′ 51″ est | 61010-CLT-0003-01   | Tumulus (M) et alentours (S)                                                           |
| Ensemble de bâtiments: moulin avec mécanique et installations hydrauliques, corps de logis et remise adjacente, fournil avec four à pain, grange (façades et toitures) (M) et alentours (S) |                                    | Rue de la Burdinale, n°92 |                   | 50° 34′ 33″ nord, 5° 08′ 35″ est | 61010-CLT-0004-01   | Image manquanteTéléverser                                                              |
| Ferme de la Grosse Tour |                                    | Rue de la Burdinale et plus précisément: les toitures; les façades extérieures et intérieures, excepté les deux garages situés à gauche en entrant dans la cour mais incluant le mur du fond; le puits situé dans la cour. |                   | 50° 35′ 05″ nord, 5° 04′ 26″ est | 61010-CLT-0005-01   | Ferme de la Grosse Tour                                                                |
| Maison (façades et toitures) |                                    | Rue de la Gare, n°14 |                   | 50° 34′ 52″ nord, 5° 04′ 11″ est | 61010-CLT-0006-01   | Image manquanteTéléverser                                                              |
| Chartil du XVIIe siècle |                                    | Rue des Écoles, n°7 |                   | 50° 35′ 02″ nord, 5° 04′ 28″ est | 61010-CLT-0007-01   | Image manquanteTéléverser                                                              |
| Le site archéologique du tumulus dit Tombe de Vissoul au lieu-dit Campagne de la Tombe |                                    | |                   | 50° 35′ 52″ nord, 5° 07′ 51″ est | 61010-PEX-0001-01   | Le site archéologique du tumulus dit Tombe de Vissoul au lieu-dit Campagne de la Tombe |